# الفتح الإسلامي لخوزستان
تم الفتح الإسلامي لخوزستان من 13 هـ إلى 23 هـ، وانتهى بدخول مقاطعة خوزستان إلى حظيرة الخلافة الراشدة.

## التاريخ
بدأ الفتح الإسلامي لمدن خوزستان عام 13 هـ - 637/8 م في نفس وقت وصول الهرمزان إلى الأهواز بعد تعرضه لعدة هزائم في أشورستان. استخدم هرمزان المدينة كقاعدة لشن غاراته في مشان ضد الجيش الإسلامي ودعمه في غاراته الإمبراطورالساساني يزدجرد الثالث (632-651)، معتقدا أنه من الممكن استعادة الأراضي التي فتحها المسلمون.  بمرور الوقت، اشتبك الهرمزان مع جيش إسلامي إلى الغرب من الأهواز، لكنه هزم بسهولة وتراجع إلى المدينة، حيث طلب السلام. وافق العرب مقابل الجزية التي قبلها الهرمزان.  ومع ذلك، سرعان ما توقف عن دفع الجزية، وأقام جيشًا من البدو الإيرانيين.  رد الخليفة الراشد عمر بن الخطاب، بإرسال جيش بقيادة حرقص بن زهير السعدي الذي هزم الهرمزان عام 638 في الأهواز، وأجبر المدينة على دفع الجزية.  في غضون ذلك، هرب الهرمزان إلى رامز. ثم سعى مرة أخرى إلى معاهدة سلام ومُنح واحدة مقابل أداء الجزية. 
ومع ذلك، سرعان ما خان الهرمزان المسلمين وتوقف عن دفع الجزية، لكنه هُزم مرة أخرى، بينما تم فتح مدن خوزستان ببطء واحدة تلو الأخرى. في وقت لاحق في عام 641، بعد الهزيمة في رامز، هرب الهرمزان إلى تستر، وهُزم بالقرب من المدينة، لكنه مع ذلك تمكن من الوصول إليها، في حين قُتل 900 من رجاله، وتم أسر 600 آخرين.  وضرب الجيش الإسلامي الحصار على المدينة.

### فتح تستر

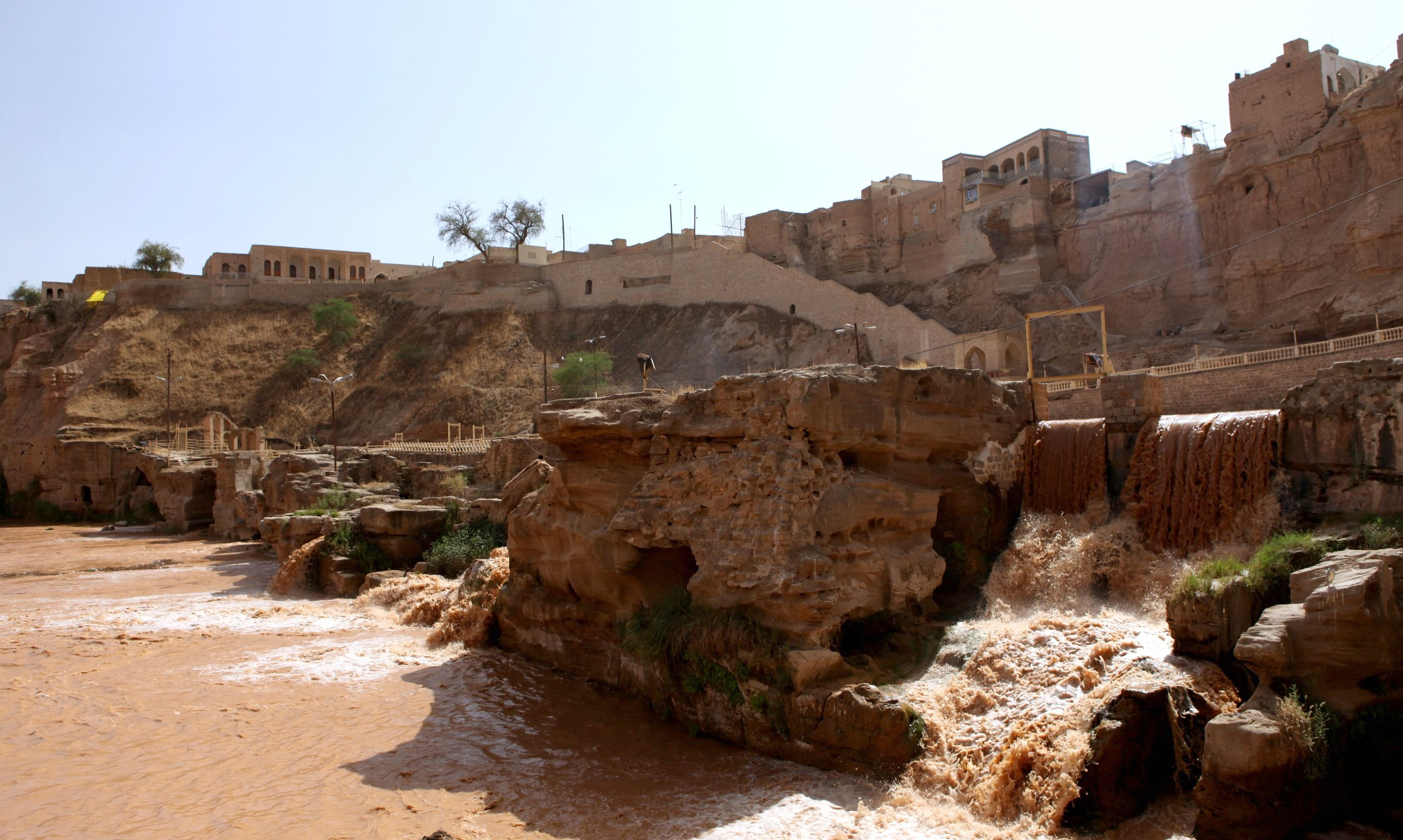
هيكل مائي في تستر، تم إنشاؤه خلال العصر الساساني.

كانت تستر محصنة بشكل جيد بسبب الأنهار والقنوات التي أحاطت بها من جميع الجهات تقريبًا. هناك روايات عديدة لكيفية الاستيلاء على المدينة؛ بحسب الطبري، أثناء الحصار، ذهب منشق إيراني يدعى سينا إلى النعمان وطالبه بالإبقاء على حياته مقابل مساعدته في كيفية شق طريق إلى المدينة. وافق النعمان، فقال له سينا: «هاجم عبر منبع الماء، وستفتح المدينة». 
فعل النعمان ما قاله له، وقاد البراء بن مالك فرقة صغيرة إلى المدينة وتمكن من التسلل وفتح بوابة تستر. تراجع الهرمزان إلى قلعة المدينة وواصل مقاومته، لكنه اضطر في النهاية إلى الاستسلام.   بحسب البلاذري، خلال الحصار، انشق إلى الجيش الإسلامي مجموعة من النخب الإيرانية المحترفة تحت قيادة سياه الأسواري والمعروفين باسم الأساورة.  ويقال إن شقيق الهرمزان شهريار كان من ضمن الأساورة. 

### فتح جنديسابور
وفقًا لمعظم المصادر، كانت جنديسابور آخر مدينة رئيسية في خوزستان فتحها المسلمون. وفقًا للطبري والبلاذري، سار أبو موسى الأشعري إلى جنديسابور وحاصر المدينة عام 642.  كانت دفاعات المدينة ضعيفة وبعد أيام قليلة استسلمت وفتحت بوابتها. أقر أبو موسى السلام مع المدينة مقابل الجزية التي قبلتها المدينة. توجه أبو موسى بعد ذلك إلى كلبانية واستولى عليها بسهولة.  واستولى على عدد من المدن الصغيرة الأخرى، وبذلك أكمل فتح خوزستان. 

## النتائج
دخلت خوزستان حظيرة الإسلام، لم تقم أي ثورات أو تمردات تذكر في المقاطعة. أكبر تمرد حدث في كان تمرد بيروز عام 23 هـ والذي هُزم في نفس العام في معركة بيروذ.